# Пахомовська (муніципальне утворення «Черевковське»)
Пахомовська (рос. Пахомовская) — присілок в Красноборському районі Архангельської області Російської Федерації.
Населення становить 14 осіб. Входить до складу муніципального утворення Черевковське сільське поселення.

## Історія
Від 2004 року входить до складу муніципального утворення Черевковське сільське поселення.

## Населення
| 2002 | 2010 |
| ---- | ---- |
| 19   | ↘14  |